# Abbaye de Brauweiler

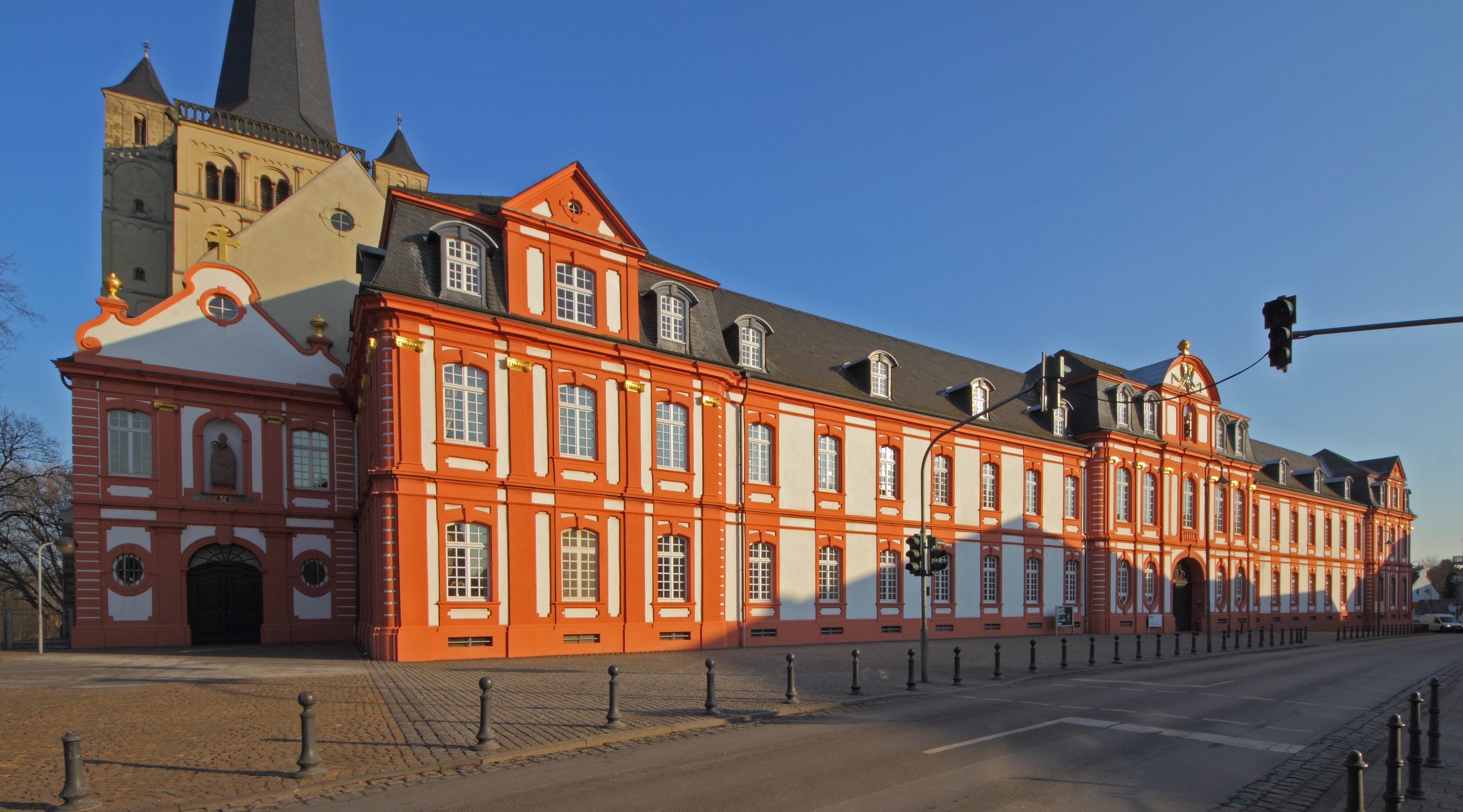
Abbaye de Brauweiler vue de l'extérieur

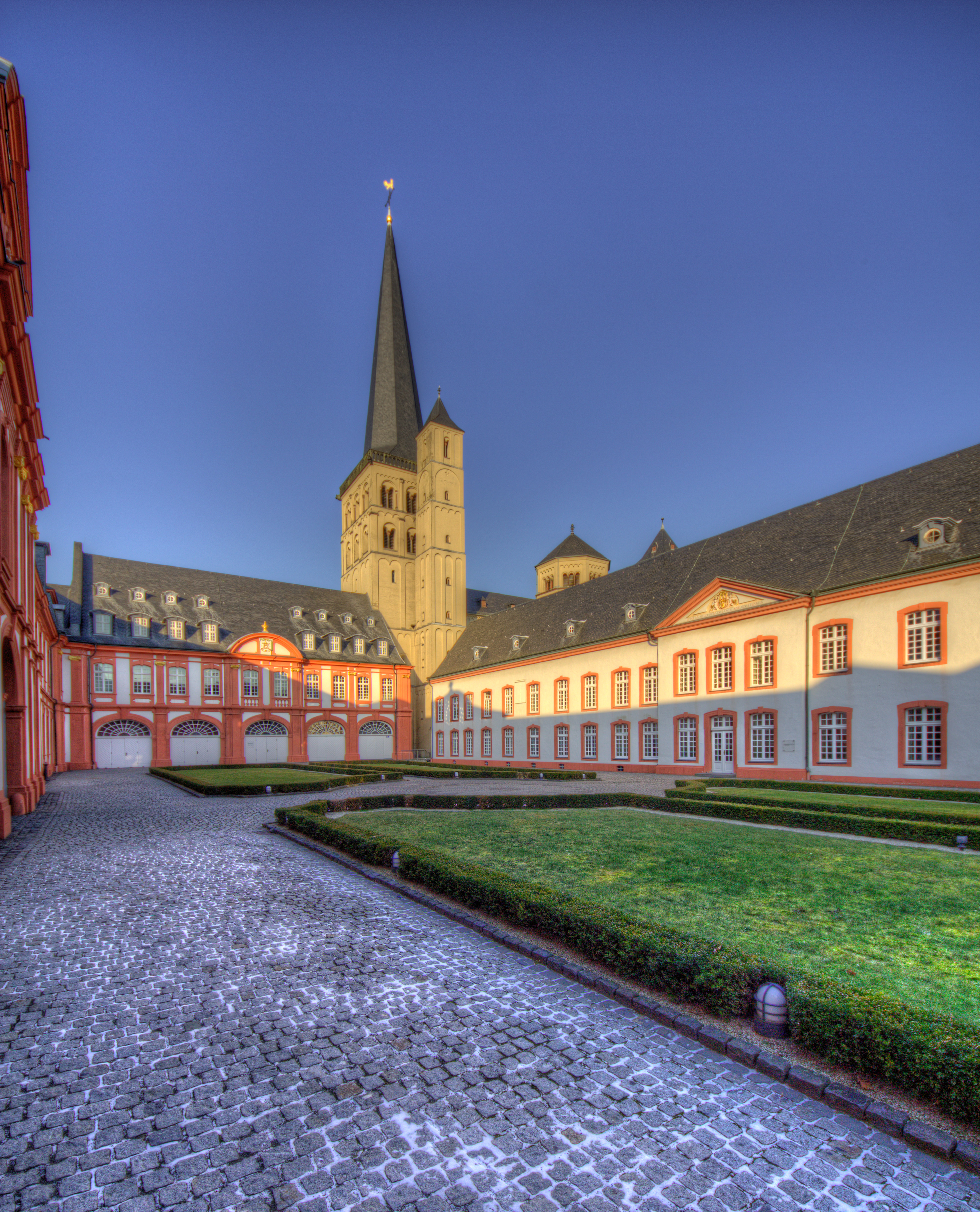
Cour intérieure avec l'église Saint-Nicolas, ancienne église de l'abbaye de Brauweiler, en arrière-plan

L'Abbaye de Brauweiler (en allemand : Abtei Brauweiler) est un ancien monastère bénédictin situé à Brauweiler, aujourd'hui Pulheim, près de Cologne, dans le Land de Rhénanie-du-Nord-Westphalie, en Allemagne. Il est aujourd'hui utilisé comme centre culturel régional.

## Histoire
Le monastère a été fondé et doté en 1024 par Ezzo, comte palatin de Lotharingie de la dynastie des Ezzonides et son épouse Mathilde d'Allemagne, fille de l'empereur Otto II et de Théophano Skleraina . Il y avait déjà à l'époque une chapelle dédiée à Saint Médard sur le domaine. Ezzo et Mathilde y furent enterrés, tout comme leurs deux fils aînés Liudolf, comte palatin de Lotharingie (mort en 1031) et Otto II, duc de Souabe (mort en 1047).
En 1048, Richeza de Lotharingie, fille aînée d'Ezzo et Mathilde, construisit une nouvelle église abbatiale dédiée aux saints Nicolas et Médard. De 1065 jusqu'à sa mort en 1091, Wolfhelm de Brauweiler, plus tard saint Wolfhelm, y fut abbé. Ses reliques étaient conservées dans l'église abbatiale et des miracles sur sa tombe ont été rapportés . Mais toute trace de ces reliques a été perdue il y a des siècles.
L'église abbatiale actuelle, aujourd'hui église paroissiale Saint-Nicolas et Saint-Médard, est le troisième édifice du site, construit entre 1136 et 1220, utilisant une partie de l'église précédente. Bernard de Clairvaux visita l'abbaye en 1147. En 1547, Charles Quint, empereur du Saint-Empire, confère à l'abbaye le titre d'abbaye impériale, bénéficiant de l'immédiateté impériale, c'est-à-dire relevant directement de l'empereur (ou du roi des Romains) et de ce fait non assujettie au pouvoir temporel d'un seigneur local.
La construction de la cour baroque a commencé en 1780.
L'abbaye fut occupée par les Français en 1794, puis dissoute par Napoléon Bonaparte en 1802. Les locaux furent ensuite utilisés, en vertu d'une loi napoléonienne, comme asile pour mendiants ou dépôt de mendicité, et l'église abbatiale devint église paroissiale. À partir de 1815, sous le régime prussien, il fut utilisé comme atelier.
De 1933 à 1945, les bâtiments furent utilisés pour l'internement, la torture et l'assassinat d'hommes jugés politiquement ou socialement « indésirables » par la Gestapo et les autorités civiles du gouvernement nazi. Parmi les prisonniers a figuré Konrad Adenauer, ancien bourgmestre de Cologne, devenu après la guerre le premier chancelier de la République fédérale d'Allemagne. De 1945 à 1949, c'était un camp ouvert pour personnes déplacées, administré d'abord par l'armée britannique puis par l'UNRRA (United Nations Relief and Rehabilitation Administration). En 1969, l'abbaye fut utilisée comme clinique régionale spécialisée en psychiatrie et en neurologie. L'hôpital a fermé ses portes en 1978.

## Aujourd'hui
À partir de 1985, après d'importantes restaurations, le bâtiment est devenu le siège des services culturels de l'Association régionale de Rhénanie (de) siégeant à Cologne, de l'Office des archives et des musées de Rhénanie (LVR-Archivberatungs- und Fortbildungszentrum ) avec des ateliers de restauration d'art, et de la société d'édition et d'exploitation de Rhénanie.
L'Office régional de Rhénanie pour la préservation des monuments (en allemand : Landschaftsverband Rheinland-Amt für Denkmalpflege im Rheinland, en abrégé LVR-ADR) accueille divers événements tels que des concerts, des expositions de beaux-arts, des symposiums et des représentations théâtrales sur le terrain de l'abbaye.

## Inhumations à l'abbaye
- Ezzo de Lotharingie
- Mathilde de Germanie, comtesse palatine de Lotharingie
- les deux fils des précités : Liudolf, comte palatin de Lotharingie (mort en 1031) et Otto II, duc de Souabe (mort en 1047).